# Luna: Una fábula siciliana
Luna: Una fábula siciliana (título internacional: Sicilian Ghost Story) es una película dramática italiana de 2017 dirigida por Fabio Grassadonia y Antonio Piazza. Se basa en el cuento de la vida real "El caballero blanco" en el volumen We Won't Be Confused Forever de Marco Mancassola y se proyectó en la sección de la Semana Internacional de la Crítica en el Festival de Cine de Cannes de 2017.

## Sinopsis
En un pequeño pueblo siciliano al borde de un bosque, Giuseppe, un niño de 13 años, desaparece. Luna, su compañera de clase que lo ama, se niega a aceptar su misteriosa desaparición. Ella se rebela contra el silencio y la complicidad que la rodean, y para encontrarlo desciende al mundo oscuro que lo ha tragado y que tiene un lago como misteriosa entrada. Solo su amor indestructible podrá devolverla con vida.

## Producción
La película está inspirada en hechos reales y tiene lugar en la década de 1990 en Sicilia. Está dedicado a la memoria de Giuseppe Di Matte, secuestrado en 1996 y luego brutalmente asesinado por orden del jefe de la mafia siciliana Giovanni Brusca para silenciar a su padre, un testigo colaborador.

## Recepción

### Respuesta crítica
Luna: Una fábula siciliana inauguró la 56.ª Semana Internacional de la Crítica en el Festival de Cine de Cannes el 18 de mayo de 2017. Fue la primera vez que una película italiana abrió la Semana de la Crítica y recibió una ovación de pie de diez minutos.
La película tiene un índice de aprobación del 92% en el sitio web de agregación de reseñas Rotten Tomatoes, basado en 36 reseñas con una calificación promedio de 7.1/10. El consenso del sitio dice: "Luna: Una fábula siciliana utiliza una horrible historia de la vida real como marco para una incursión poderosamente actuada en un territorio de fantasía sorprendentemente seductor".